# Gradki
Gradki (Duits: Gradtken) is een plaats in het Poolse district  Olsztyński, woiwodschap Ermland-Mazurië. De plaats maakt deel uit van de gemeente Dywity en telt 400 inwoners.